# یهودا فاکس
یهودا فاکس (عبری: יהודה פוקס‎؛ زادهٔ ۱۰ آوریل ۱۹۶۹) سرلشکر اسرائیلی است که در حال حاضر فرماندهی منطقه مرکزی ارتش اسرائیل را بر عهده دارد.
وی پیش از این فرماندهی لشکر غزه در نیروهای دفاعی اسرائیل را بر عهده داشته است.
در آوریل ۲۰۲۴ رسانه‌های اسراییلی اعلام کردند فاکس در تابستان پیشرو از سمت خود استعفا خواهد داد. این رسانه‌ها برخلاف استعفای آهارون هالیوا که دلیل آن را شکست اطلاعاتی ذکر کرده بودند هیچ دلیلی برای استعفای فاکس نیاوردند.

## زندگی
فاکس در سال ۱۹۸۷ به ارتش اسرائیل فراخوانده شد. او به عنوان یک چترباز در تیپ چتربازان داوطلب شد. او به عنوان یک سرباز و یک فرمانده گروهان خدمت می‌کرد. او پس از اتمام مدرسه کاندیدای افسری، افسر پیاده‌نظام شد. پس از آن به تیپ نهال منتقل شد و به عنوان فرمانده دسته و فرمانده گروهان انجام وظیفه کرد.
فاکس رهبری گروهان ضد تانک تیپ را در عملیات ضد چریکی در جنوب لبنان، فرماندهی یک گردان نهال در عملیات ضد تروریستی در انتفاضه دوم را بر عهده داشت. سپس فرماندهی تیپ منطقه ای یهوده، مدرسه کاندیدای افسری ارتش اسرائیل و تیپ نهال را بر عهده گرفت. وی در سال ۲۰۱۴ به عنوان رئیس چتربازان و سپاه پیاده و در سال ۲۰۱۶ به عنوان فرمانده لشکر غزه منصوب شد.
در سال ۲۰۱۹، او به عنوان وابسته نظامی بعدی ارتش اسرائیل در ایالات متحده منصوب شد.
در سال ۲۰۲۱، او جایگزین فرمانده مستعفی فرماندهی مرکزی شد.
در آوریل ۲۰۲۴ رسانه‌های اسراییلی اعلام کردند فاکس در تابستان پیشرو از سمت خود استعفا خواهد داد. این رسانه‌ها برخلاف استعفای آهارون هالیوا که دلیل آن را شکست اطلاعاتی ذکر کرده بودند هیچ دلیلی برای استعفای فاکس نیاوردند.